# خمریه (ادبیات فارسی)

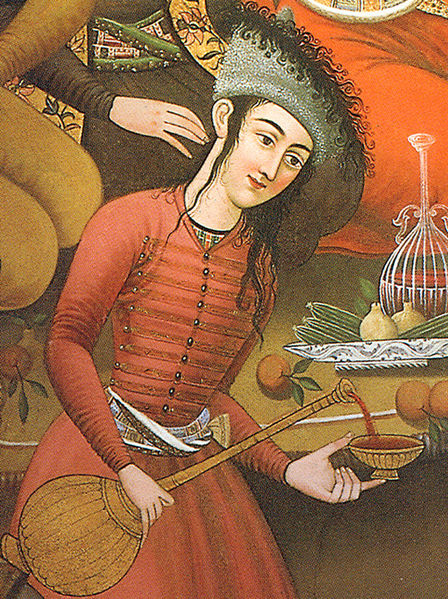
یک نقاشی از باده‌گساری در دوره صفویه

خَمریه یا باده‌سرایی  اشعاری در ادبیات فارسی هستند که به توصیف شراب یا مجالس بزم شراب‌خواری می‌پردازند. اگرچه خمریه با ساقی‌نامه‌ها دارای مشابهاتی است اما نباید اشتباه گرفته شود زیرا در ساقی‌نامه مطالب عرفانی بیشتر نمود دارند. خمریات فارسی متأثر از خمریات عرب شناخته می‌شود اما در صحت این موضوع تردیدهایی وجود دارد.

## تاریخچه
بهترین باده‌سرایی‌ها در ادبیات فارسی از قرن سوم هجری تا قرن پنجم سروده شده‌اند.
خمریات عرب مادر خمریات در ادبیات فارسی شناخته می‌شود. اما احترام رضایی این موضوع را مردود می‌شمارد و می‌نویسد خمریات عرب بیشتر بر پایه قصیده‌اند اما در ادبیات فارسی با وجود انکه شکل غالب قصیده است اما در دیگر گونه‌ها مانند مسمط، ترجیع‌بند، ترکیب‌بند، قطعه نیز وجود دارد و محتوای خمریات عرب بیشتر به مفاخره برای نوشیدن شراب می‌پردازد و در دوره‌های متاخر آن مانند اخطل به کهنه کردن شراب نیز اشاراتی می‌شود اما محتوای خمریات در ادبیات فارسی بسیار غنی‌تر معمولاً به شکل داستان و نه توصیف و نمادین‌تر(مانند قصیده مادر می رودکی) هستند به گونه‌ای که بعدها به ساقی‌نامه‌ها تکامل پیدا می‌کند. به نظر رضایی «هر جا باده‌ای بوده و شاعری، شعر خمری نیز وجود داشته‌است. »

## قالب‌ها
بیشتر باده‌سرایی‌ها به قالب قصیده است برای نمونه قصیده مادر می از رودکی که شروع آن چنین است:
| مادر می را بکرد باید قربان |  | بچه او را گرفت و کرد بزندان    |
| بچه از او گرفت ندانی       |  | تاش نکوبی نخست وزو نکشی جان... |

در قالب رباعی(از رودکی):
| می لعل پیش آر و پیش من آی |  | به یک دست جام و به یک دست چنگ |
| از آن می مرا ده از عکس او |  | چو یاقوت گردد به فرسنگ سنگ    |

در قالب مسمط مسدس از منوچهری:
| خیزید و خز آرید که هنگام خزان است |  | باد خنک از جانب خوارزم وزان است |
| آب انگور بیارید که آبان ماه است   |  | کار یکرویه بکام دل شاهنشاست     |
| باز دگرباره مهر ماه در آمد        |  |                                 |
| جشن فریدون آبتین به بر آمد...     |  |                                 |

در ترکیب‌بند از لامعی گرگانی:
| ایا ساقی‌المدام مرا باده ده تمام    |  | سمن بوی لاله فام که تا من درین مقام |
| زنم یک نفس بکام کسی را ز خاص و عام |  | درین منزل ای غلام امید قرار نیست... |

در قطعه از انوری
| خواجه اسفندیار می‌دانی  |  | که به رنجم ز چرخ رویین‌تن |
| من نه سهرابم ولی با من |  | رستمی می‌کند مه بهمن...   |
| باده‌ای چون دم سیاووشان |  | سرخ نه تیره چون چه بیژن  |
| گر فرستی تویی فریدونم  |  | ورنه روزی نعوذبالله من   |
| همچو ضحاک ناگهان بپیچم |  | مارهای هجات بر گردن      |

## شاعران بزرگ
از میان شاعران خمریه‌سرا منوچهری و رودکی از بزرگان محسوب می‌شوند اما با این حال از شاعران زیر نیز خمریه‌هایی وجود دارد:
- ابوسلیک گرگانی از اولین خمریه‌سراها*[۳]:

| خوشا نبیذ غارجی با دوستان یک دله   |  | گیتی به آرام اندرون مجلس به بانگ ولوله |
| مجلس پراشیذه همه، میوه خراشیذه همه |  | زرها بپاشیذه همه، نقل گران کرده یله    |

- بشار مرغزی
- فرخی سیستانی
- زینبی علوی
- لامعی گرگانی
- ازرقی هروی
- قطران تبریزی
- ابوالفرج رونی
- مسعود سعد سلمان
- انوری
- خاقانی

## تفاوت با ساقی‌نامه
ساقی‌نامه‌ها متاخر از خمریات هستند و دهخدا معتقد است که ساقی‌نامه‌ها با خمریات رابطه‌ای دارند اما محمد ترابی هرگونه ارتباط را رد می‌کند. خمریات فارسی معمولاً در قالب قصیده هستند در صورتی که ساقی‌نامه‌ها به قالب مثنوی و وزن بحر متقارب‌اند و یک ساقی‌نامه به قالب قصیده یافت نشده‌است. از لحاظ محتوی در هر دو درخواست و طلب عیش و شادی می‌شود اما در ساقی‌نامه‌ها این موضوعات بیشتر نمادین هستند. به حدی که نظامی از ساقی‌نامه‌سرایان معروف می‌سراید که تاکنون لب به شراب نزده‌است اما در باده‌سرایی این چنین نیست:
| مپندار ای خضر پیروز پی      |  | که از می مرا هست مقصود می      |
| از آن می همه بیخودی خواستم  |  | بدان بیخودی مجلس آراستم        |
| مرا ساقی آن وعده ایزدی‌ست    |  | صبوح از خرابی، می از بیخودی‌است |
| وگرنه به ایزد که تا بوده‌ام  |  | به می دامن لب نیالوده‌ام        |
| گر از می شدم هرگز آلوده جام |  | حلال خدا باد بر من حرام        |